# Ченей (комуна)
Ченей (рум. Cenei) — комуна у повіті Тіміш в Румунії. До складу комуни входять такі села (дані про населення за 2002 рік):
- Бобда (855 осіб)
- Ченей (2013 осіб)

Комуна розташована на відстані 431 км на захід від Бухареста, 25 км на захід від Тімішоари.

## Населення
За даними перепису населення 2002 року у комуні проживали 4799 осіб.
Національний склад населення комуни:
| Національність | Кількість осіб | Відсоток |
| -------------- | -------------- | -------- |
| румуни         | 3051           | 63,6%    |
| серби          | 586            | 12,2%    |
| цигани         | 569            | 11,9%    |
| угорці         | 435            | 9,1%     |
| німці          | 81             | 1,7%     |
| хорвати        | 68             | 1,4%     |
| українці       | 4              | 0,1%     |
| словаки        | 3              | 0,1%     |
| болгари        | 1              | < 0,1%   |
| євреї          | 1              | < 0,1%   |

Рідною мовою назвали:
| Мова       | Кількість осіб | Відсоток |
| ---------- | -------------- | -------- |
| румунська  | 3163           | 65,9%    |
| сербська   | 567            | 11,8%    |
| циганська  | 547            | 11,4%    |
| угорська   | 397            | 8,3%     |
| німецька   | 65             | 1,4%     |
| хорватська | 55             | 1,1%     |
| українська | 3              | 0,1%     |
| словацька  | 2              | < 0,1%   |

Склад населення комуни за віросповіданням:
| Релігія                                       | Кількість осіб | Відсоток |
| --------------------------------------------- | -------------- | -------- |
| православні                                   | 3965           | 82,6%    |
| римо-католики                                 | 634            | 13,2%    |
| п'ятдесятники                                 | 70             | 1,5%     |
| баптисти                                      | 39             | 0,8%     |
| реформати                                     | 22             | 0,5%     |
| греко-католики                                | 22             | 0,5%     |
| лютерани (Синодально-пресвітеріанська церква) | 5              | 0,1%     |
| адвентисти                                    | 3              | 0,1%     |
| старообрядці                                  | 3              | 0,1%     |
| бретрени                                      | 2              | < 0,1%   |
| юдеї                                          | 1              | < 0,1%   |
| атеїсти                                       | 1              | < 0,1%   |
| не вказали релігію                            | 11             | 0,2%     |